# Informační systém výzkumu, vývoje a inovací
Informační systém výzkumu, vývoje a inovací (IS VaVaI) shromažďuje informace o výzkumu, vývoji a inovacích podporovaných z veřejných rozpočtů v České republice. Jedná se o en:Current Research Information System na úrovni národního státu.

## Součásti
- CEP Centrální evidence projektů výzkumu, vývoje a inovací
- CEA Centrální evidence aktivit výzkumu, vývoje a inovací
- RIV Registr informací o výsledcích výzkumu, vývoje a inovací
- VES Evidence veřejných soutěží ve výzkumu, vývoji a inovacích

## Legislativní zakotvení
IS VaVaI je provozován na podkladě zákona č. 130/2002 Sb., o podpoře výzkumu, vývoje a inovací.
Podrobnosti provozu upravuje prováděcí předpis -  nařízení vlády č. 397/2009 Sb. Archivováno 14. 9. 2016 na Wayback Machine., o informačním systému výzkumu, experimentálního vývoje a inovací.

## Historie
1993
Zárodek IS VaVaI vznikl těsně před koncem roku 1993 jako evidence řešených projektů výzkumu a vývoje – CEP.
V té době se rozbíhal grantový systém účelového financování výzkumu a vývoje v České republice.
Nejstarší data CEP jsou z  roku 1994, a jsou stále součástí databáze.
Technologie: stolní databáze FoxPro, sběr dat ve formátu DBF.
1995
Evidence projektů byla doplněna evidencí publikací (RIP).
1997
Technologie: databázový stroj Informix.
1998
Institucionální financování přechází na výzkumné záměry, vzniká komponenta CEZ.
Zkušenosti s RIP jsou využity na RIV   napříště jsou publikace jen jedním z několika základních typů výsledků.
1999
Data IS VaV poprvé na webu.
2000
V oblasti účelového financování se začínají sbírat údaje o veřejných soutěžích   přibývá komponenta VES.
2002
Dosud oddělené informační oblasti se začínají integrovat.
Technologie: pro sběr dat definován alternativní formát založený na XML.
2005
Technologie: zahájen přechod na databázový stroj Oracle
2006
Data sbírána již výlučně v XML, 
nová aplikace pro pořizování dat Vklap (Java), nová aplikace pro prezentaci dat IS VaV na webu.
Dokončen přechod na databázový stroj Oracle a s ním i integrace informačních oblastí.
2009
Aplikace pro prezentaci dat na webu umožňuje vybrané záznamy exportovat.
31.5.2016
Tento den byl provoz Informačního systému výzkumu, experimentálního vývoje a inovací (IS VaVaI) z důvodu ukončení smluvního vztahu s ČVUT a InfoScience Praha s.r.o. zastaven.
2.8.2016
Úřad vlády ČR opět spustil a sám provozuje novou verzi systému na adrese https://www.rvvi.cz/ Archivováno 1. 10. 2016 na Wayback Machine..
3.1.2021
Úřad vlády ČR spustil novou verzi IS VaVaI 3.0.0 na adrese https://www.isvavai.cz/.
12.1.2023
Úřad vlády spustil novou verzi IS VaVaI 3.2.0 na adrese
https://www.isvavai.cz/